# Busyconinae
Busyconinae zijn een onderfamilie van weekdieren uit de klasse van de Gastropoda (slakken).

## Taxonomie
De volgende taxa zijn bij de onderfamilie ingedeeld:
- Tribus Busyconini Wade, 1917
- Tribus Busycotypini Petuch, 1994
- † Geslacht Brachysycon Petuch, 1994
- Geslacht Busycoarctum Hollister, 1958
- Geslacht Busycon Röding, 1798
- Geslacht Busycotypus Wenz, 1943
- † Geslacht Coronafulgur Petuch, 2004
- Geslacht Fulguropsis Marks, 1950
- † Geslacht Laevisycon Petuch, R.F. Myers & Berschauer, 2015
- Geslacht Lindafulgur Petuch, 2004
- † Geslacht Pyruella Petuch, 1982
- Geslacht Sinistrofulgur Hollister, 1958
- † Geslacht Spinifulgur Petuch, 1994
- † Geslacht Sycofulgur Marks, 1950
- † Geslacht Sycopsis Conrad, 1867
- † Geslacht Turrifulgur Petuch, 1988

### Synoniemen
- Geslacht Fulgur Montfort, 1810 => Busycon Röding, 1798